# Hilmar Moser
Hilmar Moser (ur. 5 listopada 1880 w Langenorla, zm. 11 lipca 1969 w Degerndorf am Inn) – niemiecki generał, uczestnik I i II wojny światowej, początkowo służył w Reichswehrze, następnie Wehrmachcie i SS.

## Życiorys
Karierę wojskową rozpoczął w 1902, wstępując w szeregii armii niemieckiej. Brał udział w walkach w czasie I wojny światowej. Po zakończeniu wojny służył Reichswehrze i Wehrmachcie. Następnie służąc reżimowi III Rzeszy wstąpił do NSDAP i do SS. W 1944 roku powierzono mu dowództwo obrony Lublina, bedącego stolica dystryktu lubelskiego w okupowanej Polsce. Pełnił tę funkcję jako dowódca 372 Głównej Polowej Komendantury Wehrmachtu. Po walkach w dniach 22-24 lipca skapitulował oddając się do niewoli Armii Czerwonej wraz z ponad 2000 żołnierzy i oficerów.  
Ponieważ jego nazwisko zostało umieszczone na liście potecjalnych zbrodniarzy wojennych ściganych przez trybunał w Norymberdze, z niewoli radzieckiej został przekazany do Polski. Po odbyciu kary siedmiu lat więzienia wyjechał do Republiki Federalnej Niemiec.
W publikacjach wydanych w Polsce Hilmar Moser występuje jako Hjalmar Moser.

## Ordery i odznaczenia
- Krzyż Rycerski Krzyża Żelaznego